# Kārlis Ašmanis
Kārlis Arturs Aleksandrs Ašmanis (ur. 6 grudnia 1898 w Rydze, zm. 29 listopada 1962 tamże) – łotewski piłkarz grający na pozycji obrońcy, olimpijczyk. W swojej karierze rozegrał 7 meczów w reprezentacji Łotwy. 
Był represjonowany, spędził kilka lat na emigracji.

## Kariera klubowa
Grał w klubie JKS Ryga, później reprezentował barwy RFK Ryga, z którym trzykrotnie zdobywał tytuł mistrza kraju (1924, 1925, 1926).

## Kariera reprezentacyjna
Ašmanis zagrał w pierwszym w historii oficjalnym meczu reprezentacji Łotwy. 24 września 1922 roku w Rydze, Łotwa zremisowała w towarzyskim meczu z drużyną Estonii 1–1. W 1924 roku dostał powołanie do reprezentacji narodowej na Letnie Igrzyska Olimpijskie 1924. Łotysze rozegrali jeden mecz; w pojedynku drugiej rundy (w pierwszej mieli wolny los), reprezentanci tego kraju przegrali z Francuzami 0–7 i odpadli z turnieju. Ostatnim jego meczem w reprezentacji narodowej było spotkanie towarzyskie z Estonią (18 października 1924). Łotysze zwyciężyli 2-0. Łącznie wystąpił siedem razy w kadrze narodowej, nie zdobywając żadnej bramki.